# Psittacanthus rhynchanthus
Psittacanthus rhynchanthus är en tvåhjärtbladig växtart som först beskrevs av George Bentham, och fick sitt nu gällande namn av J. Kuijt. Psittacanthus rhynchanthus ingår i släktet Psittacanthus och familjen Loranthaceae. Inga underarter finns listade i Catalogue of Life.